# Persischer Garten
Der Begriff Persische Gärten bezieht sich auf formale Palast- oder Lustgärten des Mittelalters und der Neuzeit im Iran und benachbarten Regionen. Daneben gibt es in Persien auch meist bewässerte Gemüsegärten und Obstgärten, die jedoch nicht unter diesen Begriff fallen. Die Gartengestaltung bildet einen Grundbestandteil der persischen Kultur. Diese hatte derartige Wirkung, dass der altpersische Begriff für Garten Paradaidha als „Paradies“ in viele europäische Sprachen sowie ins Hebräische entlehnt wurde, wo bis heute der Ausdruck Pardes verwendet wird. Im Juni 2011 wurden neun Persische Gärten von der UNESCO zum Weltkulturerbe erklärt.

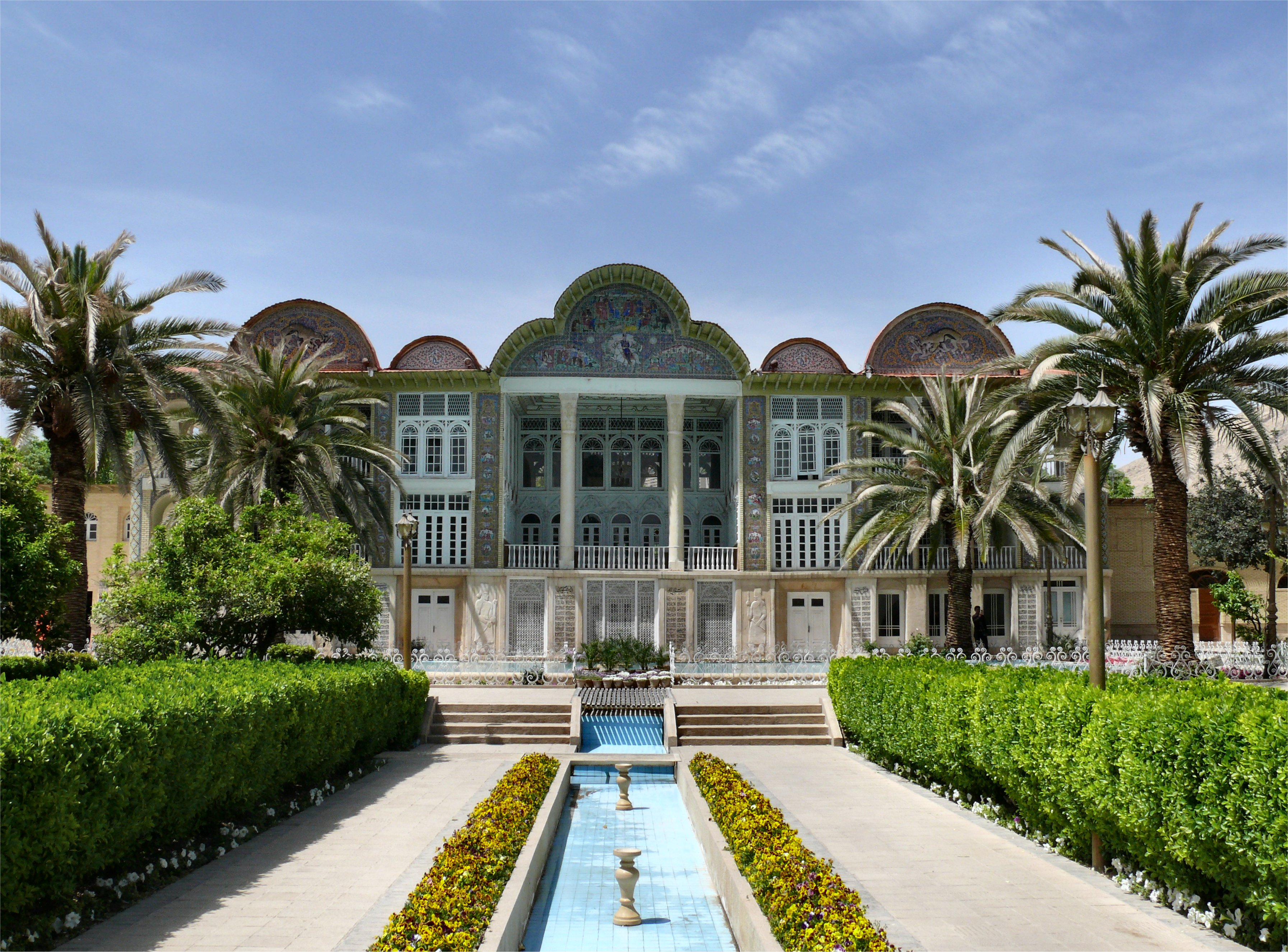
Bagh-e Eram, Schiras

## Die Elemente des persischen Gartens

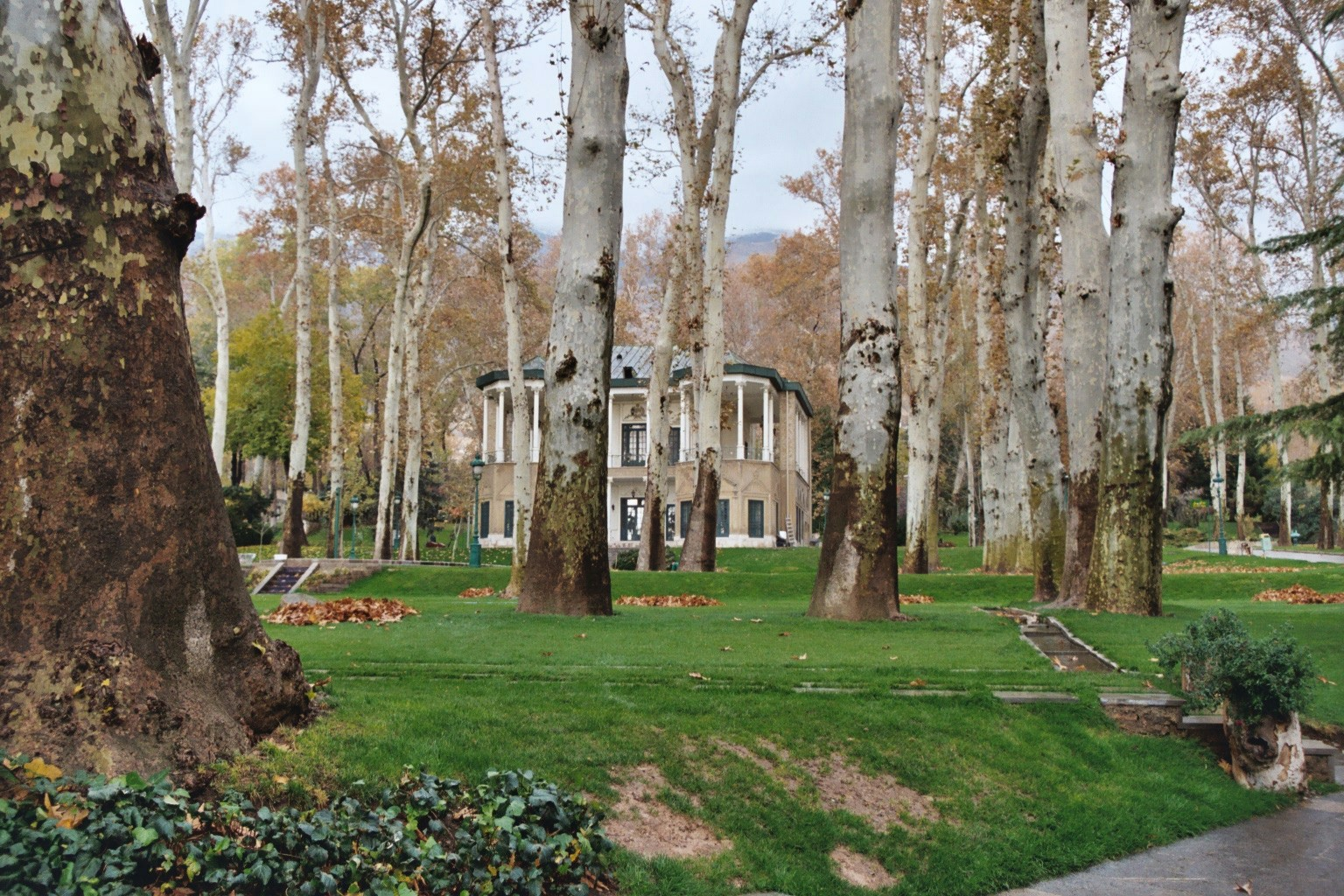
Palast im Niavaran-Park

In persischen Gärten sind oft innere Hofgärten durch Bauwerke wie Bögen mit angeschlossenen äußeren Gärten verbunden. Die inneren Gärten sollen als Symbol für das Häusliche wirken, während die äußeren die umgebende Welt spiegeln. Ein solcher Garten dient in erster Linie der Erholung und Entspannung. Weiterhin wird ein Garten als Ort der Spiritualität, sozialer Aktivitäten, früher auch als Ort eines Gelages usw. genutzt. Ein persischer Garten kann formal angelegt sein, d. h. der Gartenstruktur kommt eine besondere Bedeutung zu, oder mit Fokus auf die Pflanzenwelt.

### Sonnenlicht
Ein bedeutender Faktor der strukturellen Gestaltung in persischen Gärten sind Sonnenlicht und Lichteffekte. Architekten bändigen das Sonnenlicht, indem sie Muster und Formen aus den Lichtstrahlen gestalten.

### Schatten
Aufgrund des heißen Klimas des Irans sind Schattenplätze in der Gartenanlage erwünscht. Bäume und Büsche sind natürliche Schattenspender, oft werden auch Pavillons und Mauern verwendet, um vor starker Sonne zu schützen. Versierte Architekten lassen durch Schattenspiele besondere Effekte entstehen.

### Wasser

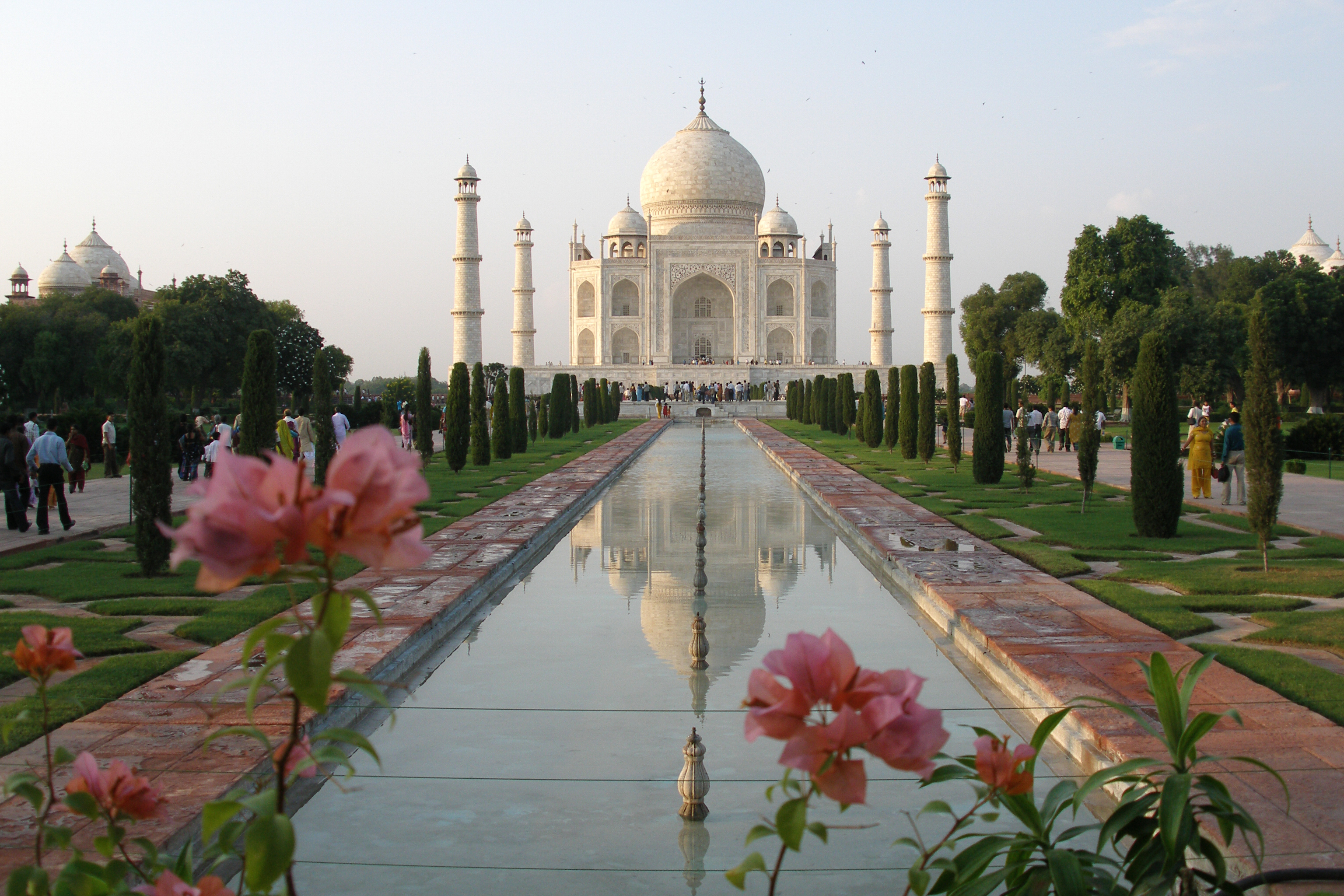
Taj Mahal, pers.: „Kronenpalast“

Da es neben den vielen Wäldern im Iran auch sehr trockene Gebiete gibt, ist Wasser besonders wichtig. Qanate oder Quellen bewässern den gesamten Garten. Man vermutet, dass die Technik der Qanate, deren Tunnel unter dem Grundwasserspiegel entlangführen, mehrere tausend Jahre alt ist. Auch der Garten selbst ist oft von Wasserkanälen durchzogen. Solche sind im Gartentypus Tschahār Bāgh zu finden. Bäume werden häufig in wassergefüllten Gräben, Dschub genannt, gepflanzt, die Verdunstungen vorbeugen und den Baumwurzeln ausreichend Wasser bieten.

### Gebäude
Neben Bögen, Mauerwerk und Prachtbauten stehen in vielen Gärten Pavillons. Deren ursprünglich persische Bezeichnung (كوشك, DMG kūšk, auch Kōschk ausgesprochen) hat als „Kiosk“ Einzug ins Deutsche gehalten.

## Gartentypen
Nach der arabischen Eroberung wurden die Wasserwege der nach innen gewandten und immer ummauerten Variante persischer Gärten als Symbol der paradiesischen Flüsse, die Wasser und Wein, Milch und Honig mit sich führen, gedeutet. Dieser Gartentyp wurde durch die Verbreitung des Islams von den Gärten der spanischen Mauren bis zu den Mogulgärten in Indien oft kopiert.
Nur wenige alte Gärten sind erhalten geblieben. Bagh-e Schahsadeh, der seit seiner Errichtung im Jahre 1873 zum Palast des Prinzen Abdul Hamid Mirsa der Kadscharen-Dynastie führt, zeigt, wie der persische Garten insbesondere durch den Kontrast zu seiner trockenen Umgebung wirkt.
Die sechs Grundtypen des persischen Gartens sind in folgender Aufzählung nach Typ und Funktion aufgeführt. Persische Gärten sind jedoch nicht immer auf einen Typ beschränkt, sondern kombinieren häufig verschiedene Typen.

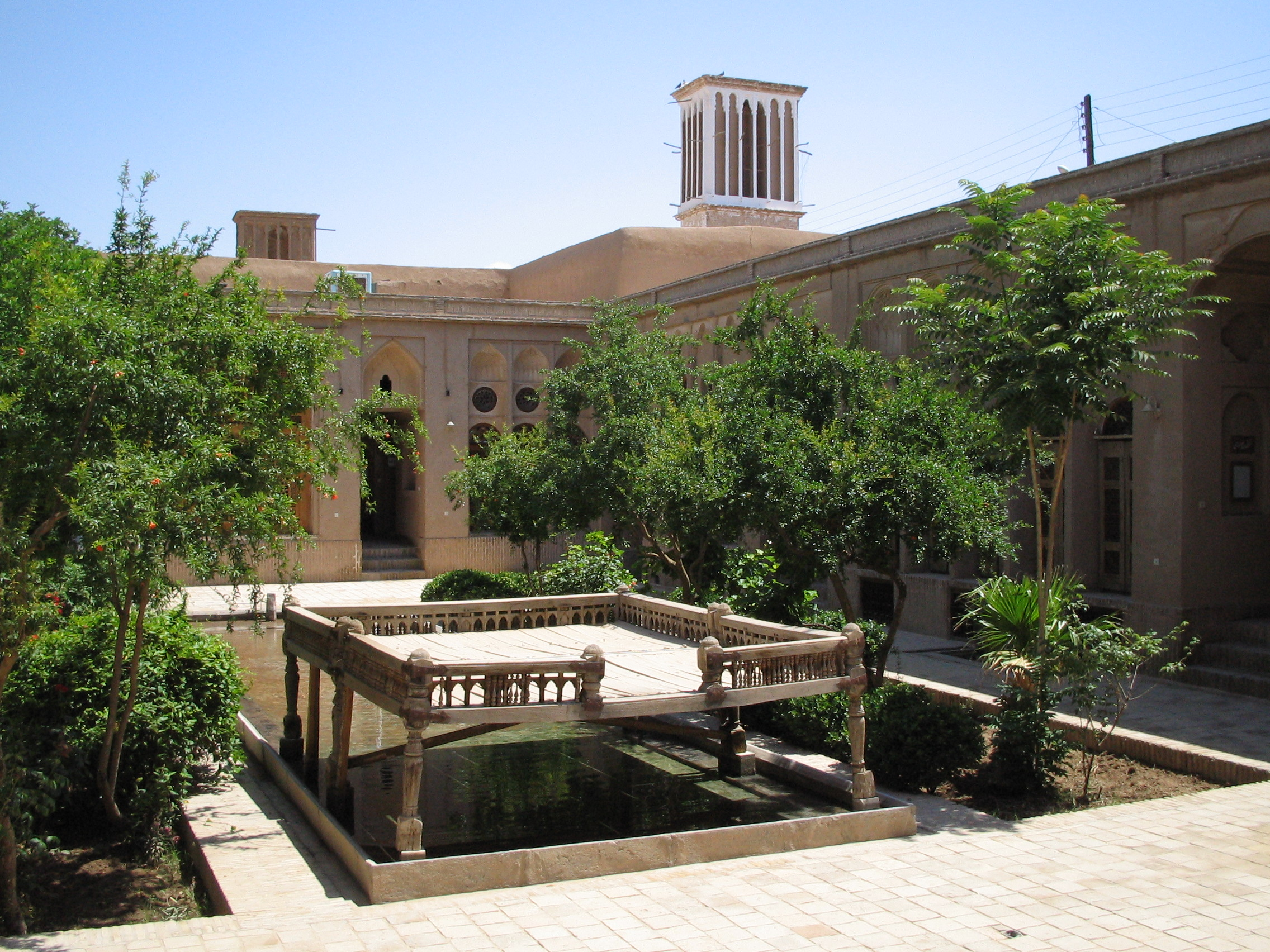
Privat-Garten in Yazd mit Wasserbecken und Sitzgelegenheit

HajatÖffentliche Hajats sind klassisch angelegt mit besonderem Fokus auf Ästhetik, während die Funktion eher vernachlässigt wird. Bauwerke sind in diesem Typus von Bedeutung. Bögen und Wasserbecken ergänzen das natürliche Wachstum des Gartens. Der Boden ist üblicherweise mit Kies bedeckt. Die Bepflanzung ist meist sehr simpel. Beispielsweise dienen einfache Baumreihen als Schattenspender.
Private Hajats haben in ihrer Mitte oft ein Wasserbecken. Dieses dient als Mittelpunkt und Feuchtigkeitsspender. Auch hier ist die Pflanzenwelt eher einfach gehalten.
MeidanDieser öffentliche Garten legt mehr Wert auf die natürlichen Elemente als der Hajat und minimiert bauliche Elemente. Die Pflanzenarten sind vielfältig. Bäume, Büsche und Blumen sind von Gräsern umgeben. Auch hier führen Kieswege durch die Grünflächen zu Wasserbecken. Gelegentlich schützen auch Pavillons vor starker Sonne.
Tschāhār Bāgh
Kyros der Große gilt traditionell als Erfinder des Tschāhār-Bāgh-Typs. Diese Gärten sind durch ihre Struktur definiert. Sie bestehen aus vier Quadranten, die von Wegen oder Wasserläufen getrennt sind. In diesen Gärten ist das Verhältnis von Bauwerk und Grün ausgeglichen. Pflanzen umgeben Wasserbecken, Wege oder Kanäle. Traditionell haben Tschāhār-Bāgh-Gärten repräsentative Funktion.
ParkDer persische Park bietet der Öffentlichkeit eine reiche Pflanzenwelt. Bauliche Elemente kommen kaum vor, denn die Funktion eines Parkes ist in erster Linie die Erholung. Dieser Gartentyp ist vergleichbar mit europäischen Parkanlagen.
BaghDieser Gartentyp ist dem Park recht ähnlich, jedoch meist Privathäusern zugehörig. Er dient der familiären Erholung und besteht aus Grasflächen, Bäumen, Beeten, gelegentlich auch Wasserläufen. Bagh ist vergleichbar mit europäischen Hausgärten.

## Geschichte der persischen Gartenkultur

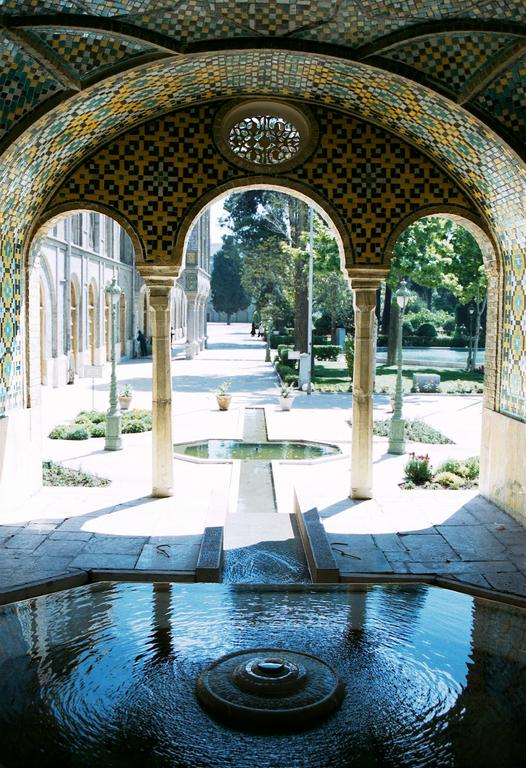
Negar Khaneh, Golestanpalast, Teheran

### Achämeniden
Der älteste erhaltene persische Palast-Garten geht auf Kyros II. zurück. Seine Überreste wurden in Pasargadae in Fars gefunden. Dieser Garten hatte einen rechteckigen Grundriss und steingefaßte Kanäle. Er wies auch einen Pavillon auf.
Xenophon überliefert, wie der Spartaner Lysander um 400 v. Chr. als Gesandter nach Sardes kam und den dortigen Garten des persischen Prinzen Kyros des Jüngeren bewunderte. Kyros soll seinen Gast persönlich empfangen und ihm versichert haben, dass er den Garten selbst angelegt und bepflanzt habe.

### Sasaniden
Während der Sassanidenherrschaft vom 3. bis zum 7. Jahrhundert und unter dem Einfluss des Zoroastrismus hatte das Wasser, als Springbrunnen und Seen der Gärten dargestellt, in der Kunst eine herausragende Bedeutung.
Ardaschir I. (226–240 n. Chr.), der erste sasanidische Herrscher, legte in Firuzabad einen ummauerten Garten an, in dessen Zentrum ein runder See lag. Er war wegen seiner zahlreichen Rosenarten und der Obstbäume berühmt. Im Palast von Chosrau I. (531–579) in Ktesiphon gab es einen Teppich namens Bahār-e Kisra, der einen königlichen Garten abbildete. Er war 137 m lang und 28 m breit. Kanäle unterteilten blühende Wiesen, die von blühenden Obstbäumen gesäumt waren. Das ganze war von einer Rabatte umgeben. Der Untergrund bestand aus Goldbrokat, die Blätter waren in grüner Seide gewebt, Edelsteine und Halbedelsteine stellten die Blüten dar, für das Wasser wurde Bergkristall verwendet. Sein Aussehen ist durch arabische Autoren wie Tabari überliefert. Ansonsten hat kein Plan eines sasanidischen Gartens überlebt.

### Mittelalter
Nach dem Arabersturm wurde der persische Garten zum Symbol des islamischen Paradieses. Durch die islamische Expansion fand der persische Garten weite Verbreitung, daher verwendet man heutzutage den Begriff „orientalischer“ Garten. Die Beschreibungen von Liebesszenen oder Trinkgelagen in Gärten von persischen Dichtern wie Nezāmi lassen erkennen, welche Bedeutung dem Garten zugemessen wurde.
Die Invasion der Mongolen im 13. Jahrhundert verstärkte die bauliche Verzierung im Garten. Indien wurde durch die Mogulherrschaft stark geprägt, die Moghul-Gärten haben Vorläufer in Zentralasien und Afghanistan. Persische Teppiche bilden oft stilisierte Gartenmotive ab. Die Teppichumrandungen symbolisieren Grenzmauern und Wege. Die innere Teppichfläche ist meist in Viertel geteilt, die ihrerseits sechs Quadrate enthalten. Diese sind mit Blütenmustern oder stilisierten Bäumen verziert.
Die ältesten Beschreibungen und Zeichnungen persischer Gärten stammen von Reisenden, Ibn Battuta im 14. Jahrhundert, Ruy González de Clavijo im darauffolgenden Jahrhundert und Engelbert Kaempfer im 17. Jahrhundert.
Marco Polo beschrieb persische Gärten als Paradies, bepflanzt mit den besten Früchten der Welt und von vier Kanälen durchzogen: Einen dieser Kanäle durchfließt Wein, einen Milch, einer ist mit Honig und einer mit Wasser gefüllt.

### Safawiden
Während der Safawidendynastie (17. bis 18. Jahrhundert) wurden Palastgärten von riesigen Ausmaßen angelegt. Diese Gärten waren ästhetische und funktionale Bestandteile von Palastkomplexen.
Engelbert Kämpfer zeichnete safawidische Gärten genau und veröffentlichte sie in Europa. Sie zeigen den Gartentyp Tschahar Bagh mit einer umschließenden Mauer, rechteckigen Wasserbecken, einem Netz von Kanälen im Inneren des Gartens und Pavillons.
In den folgenden Jahrhunderten begann europäisches Gartendesign den Iran zu beeinflussen, besonders französische Gartentypen, aber auch russische und britische Gärten wurden zu Vorbildern. Neue Arten der Bewässerung und neue Beetpflanzen sind auf den Einfluss des Westens zurückzuführen.

### Gegenwart
Die traditionellen Gartenformen und -typen sind im Iran nicht mehr verbreitet. Sie können nur noch in Museen und an historischen Orten bewundert werden. Teile der reichen Bevölkerung pflegen noch traditionelle Gärten.

Abbas Abad Mazandaran

2011 wurden neun Gärten von der UNESCO zum Weltkulturerbe erklärt:
- Mahan-e Kerman
- Abbas Abad in Behschar
- Bagh-e Fin in Kaschan
- Tschehel Sotun in Isfahan
- Bagh-e Eram in Schiras
- Gärten von Pasargadae in Schiras
- Doulat Abad in Yazd
- Pahlewan Pur in Jazd
- Akbarieh Birdschand

## Rezeption

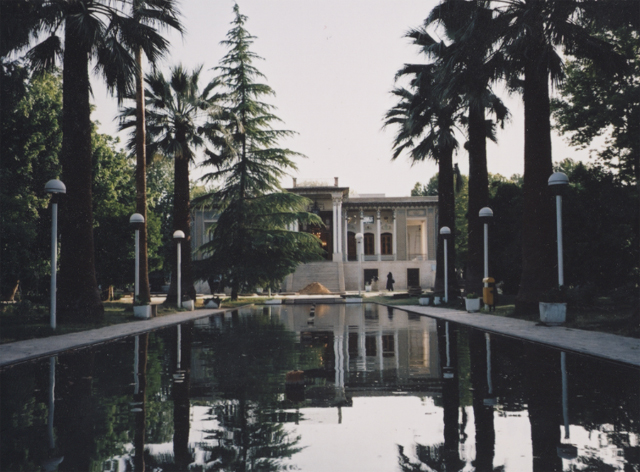
Afif Abad, Schiras

Schon früh gelangte das medische Wort für Garten in die jüdisch-christliche Mythologie als Bezeichnung für das Paradies.
Babur führte den zentralasiatischen timuridischen Garten in Indien ein. Der mittlerweile nicht mehr gepflegte Garten Aram Bagh in Agra war der erste von vielen Gärten, die er schuf. Das persische Ideal eines paradiesischen Gartens war in den Anlagen des Taj Mahals verwirklicht.
Für die persische Literatur, für die Kunst des Teppichknüpfens, die persische Architektur, aber auch für die persische Malkunst sind Gartenszenen typisch. Beispielsweise spielen große Teile der Liebesepen von Nezāmi in Gärten. Die Gedichte von Hafis verwenden die Gartenblumen als Stilmittel.
Goethe dichtet über persische Gärten:

„Grabet euer Feld ins zierlich Reine,

Daß die Sonne gern den Fleiß bescheine;

Wenn ihr Bäume pflanzt, so sei’s in Reihen,

Denn sie läßt Geordnetes gedeihen.

Auch dem Wasser darf es in Kanälen

Nie am Laufe, nie an Reine fehlen.“

Heutzutage ist der persische Garten unter der groben Vereinfachung „orientalischer“ Garten fast in Vergessenheit geraten.

## Berühmte persische Gartenanlagen
- Bagh-e Eram in Schiras
- Bagh-e Schahzadeh in Kerman
- Bagh-e Fin in Kaschan
- Bāghtscheh Jugh in Maku
- Doulatabad in Yazd
- Niāvarān in Teheran
- Saad Abād in Teheran
- Taj Mahal
- Tschehel Sotun in Isfahan